# Libro de los gatos

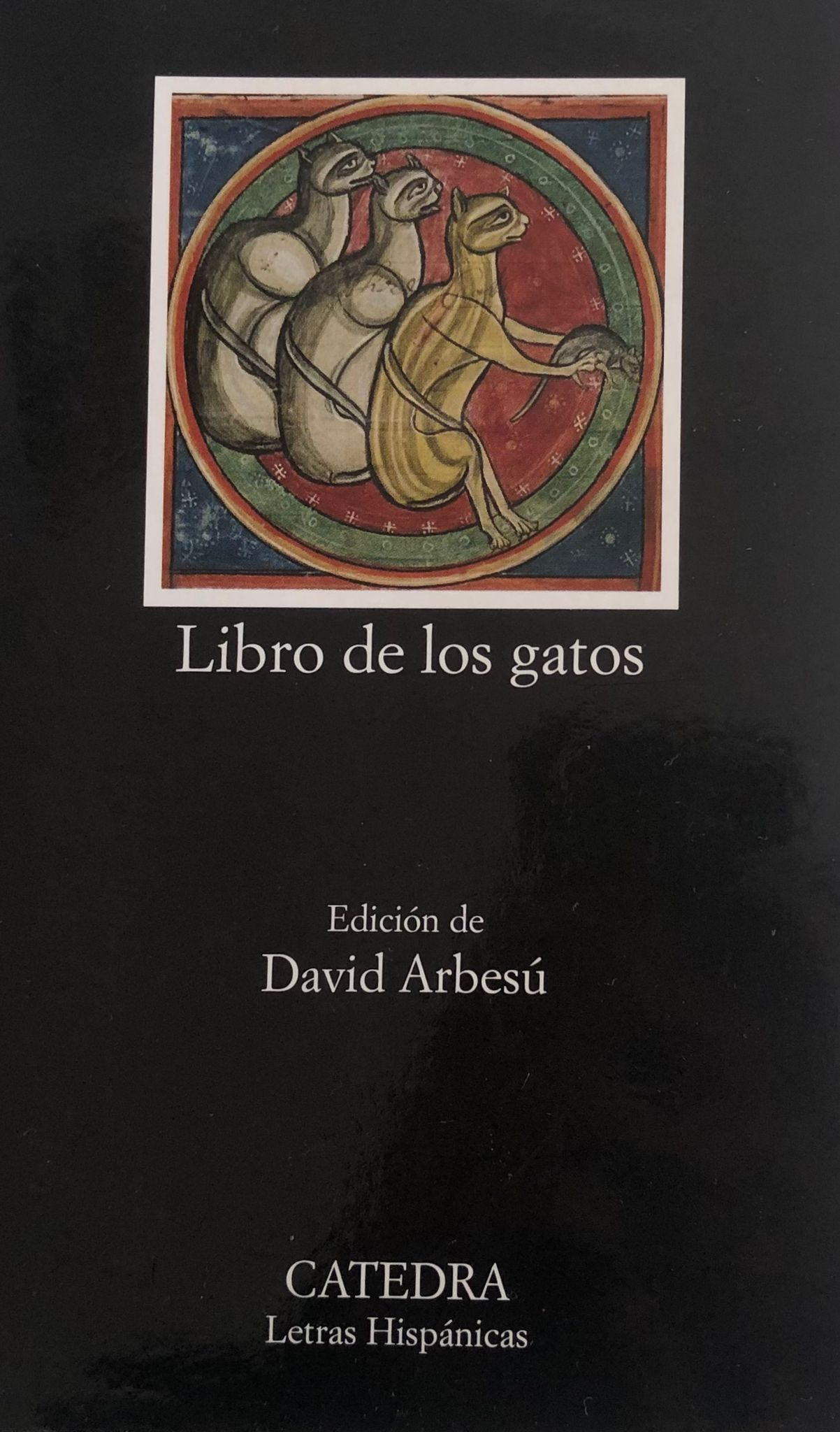
Portada de la edición del Libro de los gatos de David Arbesú

## Contexto histórico
El Libro de los gatos es una obra perteneciente a la época medieval española. Es un compendio de relatos cuyo tema principal es la crítica al modelo de sociedad de la época; por ello, en una búsqueda de comprenderlo es importante primero ahondar en el contexto histórico y cultural al que pertenece.

### Edad Media
La Edad Media es el periodo histórico comprendido entre la caída del Imperio Romano de Occidente, correspondiente a la Edad Antigua, y el Renacimiento. En concreto, el Medioevo da inicio en el siglo V d. C. y culmina en 1493, cuando Cristóbal Colón descubre América. Sin embargo, hay quienes consideran que la Edad Media, en realidad, finaliza en 1453 con la caída de Constantinopla en manos del Imperio Otomano y las primeras publicaciones de la imprenta de Gutenberg.  Indudablemente, el Medievo es un periodo muy extenso. Por tanto, para facilitar su comprensión es común dividirlo en dos grandes etapas: la Alta Edad Media y la Baja Edad Media.
En primer lugar, la Alta Edad Media, comprendida entre el siglo V y el siglo XI, aproximadamente, es el espacio temporal donde tuvieron lugar hechos como: la aparición de reinos cristianos, la imposición del feudalismo, la expansión del islam o el intento de reunificación del Imperio Romano. Por su parte, la Baja Edad Media, comprendida entre el siglo XII y el siglo XV, se caracterizó por la expansión del sistema feudal surgido en la etapa anterior, las numerosas cruzadas y guerras santas, el surgimiento de la escolástica, las malas cosechas y el aumento de la tasa de natalidad debido a la peste y otras enfermedades.

### Sociedad estamental
Como se ha mencionado, la obra crítica a la sociedad de esta época. Esta se basaba en la división en tres estamentos: la nobleza, el clero y el tercer estado. 
- La nobleza es un grupo social cuya principal obligación es la defensa militar y en recompensa por dicha contribución, se les concede extensos territorios. De esta manera, los nobles adoptaron también el papel de señores feudales.  Por ello, para comprender mejor el estamento de la nobleza, se puede hablar de feudalismo, un sistema donde los señores feudales poseían el poder sobre los feudos o tierras y, a su vez, sobre los campesinos que trabajaban estas tierras para él a cambio de protección. Aunque los campesinos no eran considerados “esclavos” era complicado para ellos desprenderse de su señor feudal y su tierra, pues, aunque fueran campesinos libres poseedores de sus propias tierras, debían pagar un tributo al señor que tiene la jurisdicción de ese señorío.

- El clero o la iglesia es un grupo social caracterizado por ser un gran organismo, poseedor de un enorme poder. A nivel religioso, dicho poder se ejerce a través de la lucha y el castigo que la Inquisición lleva a cabo contra la herejía. A nivel político, se manifiesta a través de la coronación de reyes, que deben ser coronados por emisarios del Papa. Este poder se explica por el teocentrismo, un sistema político donde la Iglesia es el grupo social gobernante. Dios es la máxima autoridad, por tanto, el Papa es su representación en el mundo terrenal y puede dictaminar la ley. La nobleza depende de las decisiones del Papa, que pueden ser o no ser beneficiosas para ellos.

- El tercer estado o campesinado es un grupo social encargado de trabajar las tierras, no poseen mucho y viven atados a su respectivo señor feudal.[2]

El monje Adalberón, realiza una breve descripción de cómo se relacionaban los tres estamentos en su obra Carmen ad Rotbertum regem francorum (998: cols. 781-782): "Unos rezan, otros luchan y otros trabajan. Las tres órdenes viven juntas y no sufrirían una separación. Los servicios de cada una de estas órdenes permiten los trabajos de los otros dos. Y cada uno a su vez presta apoyo a los demás. Mientras esta ley ha estado en vigor el mundo ha estado en paz". 
Así pues, se puede intuir que el privilegio característico de la nobleza y el clero, era continuamente ejercido contra el tercer estado. Por ello, Odo de Chériton dirige sus fábulas a estos dos estamentos, acusando a sus miembros de ser aparentemente buenos, pero en realidad ser personas falsas, hipócritas, mezquinas y corruptas. De esta manera, el autor visibiliza los pecados (vanidad, lujuria, pereza, avaricia)cometidos por estos grupos de poder.

### Importancia de la religión
Si bien es cierto que se critica al clero, cabe destacar que nunca se deja de lado la religiosidad. La religión católica es la base de todo lo que pasaba en esta sociedad, incluso de su estructura misma, pues era Dios quien asignaba a cada uno el estamento en el que debía nacer. Su influencia en el arte se ve reflejada en la siguiente frase del libro de Umberto Eco  (1997: p. 69), Arte y belleza en la estética medieval: "El hombre medieval vivía efectivamente en un mundo poblado de significados, remisiones, sobresentidos, manifestaciones de Dios en las cosas, en una naturaleza que hablaba sin cesar un lenguaje heráldico, en la que un león no era sólo un león, una nuez no era sólo una nuez, un hipogrifo era tan real como un león porque al igual que éste era signo, existencialmente prescindible, de una verdad superior".
Es decir, evidentemente, la religión tiene un gran peso en todos los aspectos de la vida y la sociedad de la Edad Media y, así como Dios es máxima autoridad a nivel legislativo y social, también será máximo creador en el arte y así como el Papa es su representación en el mundo terrenal, los artistas son transmisores. La segunda parte de la cita de Eco hace referencia a la figurativización característica de la literatura del Medievo, donde cada figura representada posee una serie de valores asociados a ella. 
En el Libro de los gatos se observa esto ya que a través de los relatos se quiere transmitir una determinada enseñanza o moraleja, transmitida por Dios al autor y dirigida por parte de este al clero. Retomando el tema de la figurativización, este se abordará más adelante, pero se encuentra muy presente pues todos los personajes son: “figuraciones de la vida humana, alegorías del pecador, junto con la presencia de un gran elenco de animales que simbolizan, cada uno a su manera, los vicios y miserias de la sociedad medieval”.

## Autor
Una vez comprendido el contexto en el que se movía el autor, es importante comprender a este mismo. Odo de Chériton nació entre los años 1180 y 1190 en Kent, Inglaterra, fue descendiente de la familia normanda de lord William de Chériton.  Alrededor de 1220 este autor se trasladó a vivir a España, donde ejerció de profesor universitario en Palencia y Salamanca y escribió la mayor parte de sus obras. 
Debido a esto: “no es posible aseverar que pertenezca sólo a la cultura inglesa o a la francesa (…) pero tampoco podemos en la cultura hispana”.  Sin embargo, supo usar bien esta mezcla de culturas, pues hoy en día se le considera un autor humanista que recopila información de diferentes lugares que conforman una obra unificada y coherente con su época. Por ello, aunque murió entre los años 1246 y 1247, sus escritos se siguen estudiando en la actualidad, no solo desde una perspectiva literaria, sino también moral.
Escribió el Libro de los gatos en 1225.  La versión original de este libro esta en latín, Chériton escribía con frecuencia en este idioma o en francés. Su rechazo por el inglés, su lengua materna, obedece a que en aquel momento, el inglés, tras la identidad del pueblo y el hecho de sobrevivir a la conquista normanda, era una lengua vulgar que se empleaba oralmente pero no era aceptada desde el punto de vista social hasta el siglo XIV. A partir de ahí, el predicador empieza a tener una conciencia nacional que hace que, cada vez, utilice más su lengua materna.

## Historia del libro

### Traducciones
En un momento que aún no se ha podido determinar, un monje de identidad desconocida tradujo la versión de Odo de Chériton al castellano. Es importante resaltar las discrepancias entre la versión original en latín y la versión castellana, que además esta repleta de erratas. En primer lugar, el título original no es Libro de los gatos, sino Fábulas. Sin embargo, el manuscrito original tenía un pliego descolocado y había perdido un cuadernillo donde se mencionaba dicho título. Entonces, el copista de la versión castellana asignó un título nuevo de acuerdo a la temática del texto. 
Pueden encontrarse otras discrepancias como que la versión original contenía 65 ejemplos, pero hay dos más añadidos en el  Libro de los gatos. Respecto a los ejemplos ya existentes, el editor de la edición moderna, David Arbesú (2022: p.17) menciona que:  “Es destacable entonces la labor de nuestro traductor, que, si bien se mantuvo fiel al modelo en lo esencial, adaptó a su gusto los exempla, utilizando un estilo más literario, añadiendo o recortando donde le pareció oportuno”. 
Los principales cambios en cuanto al estilo, son que la versión del modelo latino presenta una mayor literalidad y dinamismo al contar los pasajes, mientras que el autor original del libro recurre con más frecuencia a detalles y a citas bíblicas, agustinianas y profanas. Por otro lado, en la versión traducida se introduce una tendencia al cambio de estilo del indirecto al directo y el continuo empleo de oraciones subordinadas temporales que tratan de contextualizar la acción. Otro cambio que cabe resaltar es la amplificación en los relatos, llamada "amplificatio". Esta se centra en añadir las consecuencias de los pecados, haciendo menciones directas al estamento en el que recaeran.
Además de la traducción al castellano, los 65 relatos fueron también traducidos al francés en siglo XIII y veinticuatro al galés en el XV.  A diferencia de la versión castellana, estas dos traducciones han conservado tanto título como autor de la obra original. Esto ha llamado la atención de quienes estudian el tema. Como menciona Arbesú (2022: p.16): “Lo más significativo de todo esto es que los problemas de atribución y título son exclusivos a nuestra versión”.

### Ediciones de la versión castellana
La traducción castellana se conservó en dos códices, ambos incompletos. En primer lugar, el MS 1182 de la Biblioteca Nacional y el códice encontrado en el Archivo de la Real Chancillería de Valladolid. A partir de ellos, Pascual de Gayangos fue el encargado de la primera edición del Libro de los gatos, publicada en el tomo LI de Biblioteca de Autores Españoles, dedicado a los escritores en prosa anteriores al siglo XV. En realidad, esta edición fue realizada por uno de sus colaboradores y posteriormente, Gayangos añadió alrededor de treinta notas.
Otra edición a destacar es la de George T. Northup, publicada en 1908 y titulada Libro de los gatos: A Text With Introduction and Notes. Esta edición es considerada correcta por la crítica, comparada con la edición de Gayangos. Sin embargo, se considera que presenta errores de puntuación y acentuación.
Por su parte, John E. Keller publicó en 1958 su edición crítica del libro. Esta edición ha sido objeto de crítica y reseñas diversas, relacionadas con las anotaciones lingüísticas que había realizado sobre el texto, la falta de consideración del códice latino y de las ediciones anteriores e incluso su dominio de la lengua castellana.
Posteriormente, en 1984 se publicó la edición Bernard Darbord, considerada un avance con respecto a la edición de Keller, pues, como menciona Arbesú (2022; p. 49):  “la transcripción se ha hecho con mucho más esmero, llegando al nivel semipaleográfico (casi diplomático) y no se ha recurrido a enmiendas silenciosas que alteren la lectura de la transmisión”. Además, Dabord recurre a las prouestas de Northup y se dedica a enmendar varios pasajes considerados “problemáticos”.
También se puede destacar otras ediciones como:
- Edición de Juan Alcina Franch, publicada en el año 1973 y considerada una modernización de la edición de John E. Keller.
- Edición de Annie-Noelle Peiro, publicada en 1979.
- Edición de Charles L. Nelson, no se publicó y se conserva un único ejemplar en la biblioteca de la Universidad de Kentucky.

En lo referente a la digitalización, Delia Cócera Martínez se ha encargado de digitalizar la edición de Pascual Gayanos en la revista Lemir. 
Por otro lado, pueden encontrarse colecciones que recopilan algunas de las fábulas, 29 fábulas contenidas en la antología La fábula en la prosa castellana del siglo XIV y una transcripción semipaleográfica realizada por para el Hispanic Seminary of Medieval Studies.
La edición moderna más reciente es la de David Arbesú.

## Estructura
El porqué del éxito de este libro, que llevó a la creación de las múltiples traducciones y ediciones se puede deber a la excepcionalidad de su estructura. 
El Libro de los gatos pertenece al género de los ejemplarios; los ejemplarios son compilaciones de pequeñas narraciones cuya función es transmitir al lector una enseñanza doctrinal. Este género fue muy utilizado en Europa durante el siglo XIII, María Paz Cepedello Moreno (2004: p.207) lo atribuye a “las obligaciones religiosas de predicación y expansión de la doctrina cristiana a través de un medio que fuera inteligible por la mayoría de los feligreses”. Sin embargo, estos libros no fueron solo utilizados en la iglesia, sino que se diseminaron en todos los ámbitos pedagógicos. 
El autor claramente se vio influenciado por libros de este género, que le servía a la perfección en la mencionada búsqueda de criticar las actitudes del clero y la nobleza. Sin embargo, como menciona Francisco Rodríguez Adrados (1985: p.593), el libro es una colección: “Muy innovadora, que rompe con antiguos esquemas e introduce abundante materia medieval”. Esto obedece a las grandes diferencias que hay entre los relatos, la primera que llama la atención se da entre lo que los predicadores medievales llamaban "narratio authentica", refiriéndose a hechos verídicos y verosímiles, y la llamada "narratio ficta", relativa a hechos ficticios, sobrenaturales e improbables.
José María Lacarra va más allá en la clasificación y dice que a pesar de que todos los relatos son llamados “enxiemplos”, en realidad mezclan 5 tipologías: ejemplo, fábula, alegoría, descriptio y similitudo. Los relatos de cada una de estas tipologías se mezclan sin seguir un orden claro, aunque quizá esto se deba a cambios en el momento de traducción. Además, todos ellos se diferencian en gran medida y es posible trazar paralelismos entre cada uno de ellos y otras obras castellanas medievales de distinta índole, haciendo que este libro sea difícil de encasillar en un único género. 

### Ejemplos
La primera tipología identificada son los ejemplos en el sentido riguroso de la palabra, gracias a estos relatos se puede clasificar el libro como un exemplario. Los ejemplos se caracterizan por narrar acontecimientos verosímiles que suelen ser protagonizados por seres humanos. Estos breves sucesos narrados tienen una enseñanza implícita que al autor no le es necesario aclarar. En esta clasificación se incluyen los relatos: 6, 8, 24a, 29, 35a, 40, 41, 53 y 58. 
Respecto a la mencionada relación con otras obras castellanas medievales, en este caso cabe resaltar el Conde Lucanor. Existen otras obras como Calila y Dimna en las que también se presentan ejemplos, pero la característica que hace que la relación sea mayor con el Conde Lucanor es que en ambas obras se usan dos marcos del discurso: el narrativo y el enunciativo, mientras que en otras obras solo se usa uno. 
En el Libro de los gatos se puede observar el marco enunciativo, en el relato número 8, por ejemplo en la siguiente frase: “¡Mesquino!, ¿Cómo eres loco que amas tanto a una vieja e muger tan fea?”, mientras que el narrativo se puede observar en el número 6: “Cuenta que en la tierra de Tollossa un ereje…”. Por otro lado, en el Conde Lucanor también se presenta el marco narrativo mediante diálogos cuyos interlocutores tienen a ser el propio conde y su consejero, pero a su vez se usa el marco narrativo para narrar las acciones de dicho conde. 
La mezcla de ambos marcos es considerada por María Paz Cepedello Moreno (2004: p. 218): “una efectiva estrategia pragmática que asegura la transmisión del mensaje de la forma más efectiva posible”. Lo anterior es especialmente relevante si se toman en cuenta los objetivos de los textos pertenecientes a este género. Cepedello Moreno (2004: p. 218) hace referencia a estos objetivos cuando menciona que el Conde Lucanor busca: “difundir los saberes teóricos y prácticos que debe conocer un noble de su tiempo”. El Libro de los gatos, también busca instruir a los nobles, aunque en este caso la estrategia es la crítica de sus prácticas. 

### Fábulas
En segundo lugar, cabe destacar la presencia de las fábulas, pues estas constituyen más de la mitad de los relatos. Una fábula, a diferencia del ejemplo, es una historia protagonizada por animales, aunque pueda haber presencia de algún humano. En ella se extrapola lo que le ha pasado a dichos animales a alguna experiencia humana de la vida cotidiana. Para aclarar la enseñanza el autor finaliza el texto con un párrafo de carácter explicativo llamado “sermón”. Se pueden clasificar como fábulas los relatos: 2, 4, 7, 9, 11, 14, 15, 16, 19, 20, 21, 22, 23, 25, 25a, 26, 27, 28, 29a, 30, 31, 32, 33, 34, 35, 36, 37, 38, 39, 44, 46, 47, 51, 52, 55, 56, 57, 57a y 59. 
Existe una clara relación entre estas fábulas y las del Libro de buen amor, esta similitud radica en el narrador de la fábula. Hay dos tipos de narrador principales en este género, el primero es un narrador omnisciente y el segundo es un narrador personaje. El uso del narrador personaje tiende a tener especial importancia, pues hace que la enseñanza llegue al lector de forma más directa. 
En el caso del Libro de los gatos el narrador personaje tiene escasas apariciones, pero cuando se observa tiende a ser en forma de un santo, como en el relato 47 que dice: “Onde diz san Gregorio: «El loco más quiere ser siempre captivo que non sufrir algún trabajo poco de tiempo»”. Al contrario, en el caso del Libro de buen amor el narrador personaje es el más frecuente y tiende a ser el arcipreste, que usa las fábulas como medio de argumentar en debates, sobre todo con don Amor, o como medio de aclarar los mensajes que se busca transmitir.
En ambos casos se resalta la importancia de las fábulas a través del carácter religioso del narrador. Esto se debe a que dicho narrador tiene cierta cercanía con los miembros del clero, los principales receptores de estas fábulas. Además, el carácter argumentativo del discurso del arcipreste cumple con la función apelativa del lenguaje, función que también se busca en el Libro de los gatos. 

### Alegoría
Como subcategoría de las anteriormente mencionadas fábulas, se encuentran en el libro las alegorías. Estas son aquellas fábulas que, como su nombre lo indica, tienen un significado alegórico. Es decir, que usan figuras animales y en algunos casos humanos con el fin de representar conceptos abstractos. En estos relatos se presenta un comportamiento natural de los animales, no realizan acciones propias de las fábulas como puede ser hablar. Por ende, en estos casos es especialmente relevante el sermón para comprender el significado subyacente de las fábulas. En esta categoría se incluyen los siguientes relatos: 1, 24, 43, 45 y 54.
Esta categoría también se puede observar en el Libro de buen amor. En este caso cabe resaltar la fuerte concordancia temática, ya que, como menciona Andrés Lema-Hincapié (2007: párr. 32) en ambos casos las alegorías tienen: “un sentido moral en camino hacia la trascendencia: del pecado en el mundo a la redención en el cielo”.  Es decir, existe una fuerte crítica a los pecados terrenales y una búsqueda de que el lector se aleje de ellos con el fin de llegar al cielo. 

### Descriptio
A continuación se encuentra la categoría llamada “descriptio”. En ella se lleva a cabo una descripción del comportamiento de un animal, este comportamiento no tiene porque ser realista, tal y como ocurre en las fábulas. El comportamiento del animal luego se compara con el comportamiento de ciertas personas a través del sermón. En esta categoría se incluyen los números: 3, 5, 9a, 10, 12, 13, 17, 18, 42, 48, 48a, 49 y 59.
Esta categoría de relatos presenta muchas similitudes con los bestiarios medievales, de hecho, hay quien argumenta que el Libro de los gatos es un bestiario en sí mismo. El único bestiario que se mantiene en castellano es el de Don Juan de Austria, en él se presentan algunos animales que también se encuentran en el Libro de los gatos, por ejemplo, la araña, de la que se habla en el relato 9a. La diferencia entre ambos radica en que el bestiario se limita a describir los animales, sin la parte del sermón.

### Similitudo
Finalmente, se puede observar la tipología llamada “similitudo”, en ella se describe una realidad estática con un comportamiento humano. De nuevo, en este caso se encuentra un sermón en el que se compara la realidad previamente descrita con el comportamiento reprochable. Dentro de esta categoría sólo se encuentra el cuento 35a en el que se compara la vida de los hombres con las partidas de ajedrez. 
No se encuentran otros textos de la literatura castellana medieval similares a este, quizá debido a la temática se puede trazar cierto paralelismo con el Libro de los Juegos de Alfonso X en el que se describen las reglas del ajedrez. Pero dada la vaga similitud no merece la pena detenerse en ella.

## Simbolismo
Si bien la estructura no parece seguir una lógica muy marcada, sí hay un elemento común en todas las fábulas, el simbolismo, que, como se ha mencionado, fue muy utilizado durante la Edad Media. Su función era principalmente como elemento didáctico ya que servía para marcar las diferencias entre la belleza y la fealdad, que se entendían como diferencias entre el bien y el mal. En el Libro de los gatos hay una presencia constante de símbolos, en efecto, no se encuentra ningún personaje que no tenga un significado simbólico. Por ejemplo, como menciona Carmen Elena Armijo Canto (2012: p.31), el ruiseñor del relato 39: “simboliza a los hombres o las mujeres que viven en los ásperos mandamientos de religión”.
De todos los símbolos utilizados el más importante es el del gato, de ahí el nombre del propio libro. Dice María Rosa Lida de Malkiel (1951: p.48), que en este libro: “[l]os gatos son las personas falsas e hipócritas que, aparentando ser buenas se revelan en realidad como mezquinas y corruptas”. En específico estas personas suelen ser miembros del clero, por ejemplo, en el relato 9, donde un gato se hace pasar por monje para que se le acerque un ratón al que luego mata. Cuando el ratón pregunta por qué el gato dice: “cuando me pago só monje e cuando me pago soy calonje”. Por ende, el gato representa en este libro el arquetipo de persona criticada.
Es complicado saber de dónde proviene esta imagen de los gatos, esto se debe a que hay muy pocas alusiones a ellos en la literatura medieval. La mención más relevante se encuentra en el Antiguo Testamento, en el Libro de Baruc, aunque realmente no es claro si se habla de gatas o de aves pues varía según la traducción. En el Physiologus, que fue uno de los libros más populares de la Edad Media sobre la simbología de los animales no se habla de ellos. Tampoco se hace en los tratados clásicos de descripciones del reino animal como el de Plinio ni en ninguno de los bestiarios medievales. Se cree que esto se debe a que no eran animales muy abundantes en Occidente durante la Edad Media.
Sin embargo, parece ser que en esa época comenzó la asociación, posteriormente difundida por el papa Gregorio IX, de los gatos con el demonio. Esto se debe a que eran venerados por culturas como la egipcia, en la que se asociaba al gato con la diosa Bastet, era frecuente que las divinidades paganas tuvieran un matiz concerniente al demonio. Pruebas de ello se hallan en el scriptorium de Alfonso X, donde los gatos aparecen mencionados dos veces, en la segunda se hace referencia a un demonio con rostro de gata. Parece lógico pensar que Odo se haya visto influenciado por esta interpretación, de ahí la connotación negativa que tienen estos animales a lo largo de su libro.
Dada la asunción de que el autor toma la interpretación de la iglesia para los gatos, generan extrañeza las semejanzas entre el significado subyacente que tienen y los leones. Los leones son vistos como personas que parecen buenas pero abusan de su poder, como se observa en el relato 15 donde el león maltrata al lobo por no querer darle la mejor comida, como se observa en la siguiente frase: “ensanose mucho d’elo, e alço las manos e las unas e dio con ello en el rostro al lobo e desológelo todo”. Es decir, es cruel al igual que los gatos y su única diferencia con ellos radica en que su estatus es más alto. De hecho, hay relatos, como el número 34, en el que el gato y el león actúan juntos en su labor de corrupción al resto de los animales.
Se ha mencionado que esto no es lo esperado porque en la religión cristiana el león tendía a tener un significado positivo. Como menciona Ignacio Malaxecheverría (2000: p.90) en su libro sobre los bestiarios medievales: “[e]l león significa el Hijo de la Virgen María; es, sin duda alguna, el rey de todos los hombres; por su propia naturaleza tiene poder sobre todas las criaturas”. Concuerda aquí la interpretación sobre el poder del león; pero, debido a la asociación con Jesucristo, es claro que el león aquí presentado no puede hacer ningún mal.
Para comprender esta discordancia de interpretaciones es necesario remontarse a la época precristiana. En ella, todavía no se había realizado la asociación del león con el poder y la grandeza y debido a que era común que este animal atacara a los rebaños era visto como un ser cruel y despiadado. Esta interpretación fue conservada por un pequeño número de cristianos, como lo fue San Agustín, quien habla de que usa su fuerza para hacer el mal y compara su boca con la del demonio Leviatán. Parece ser que esta es la interpretación en la que se basa el autor del libro.
Debido a esto, se puede concluir que Odo hace uso de la simbología según le conviene, sin seguir un modelo claro. Esto se asemeja al uso que hace de las tipologías y por tanto contribuye a la idea de la originalidad del libro. Aun así, cabe resaltar que siempre sigue las ideas cristianas, aunque estas fueran minoritarias o no estuvieran plasmadas en la literatura, pues su objetivo último es acercar al lector al modelo de buen cristiano. 

## Argumento de las narraciones
Para finalizar esta entrada y ayudar a su comprensión, se llevará a cabo un pequeño resumen de cada uno de los relatos del libro. 
Enxiemplo de lo que acaeció entre el galápago e el águila: Una tortuga galápago le pregunta a un águila si puede subirla muy alto, ya que desea ver los campos y las montañas. El águila accedió y, cuando ya estaban en lo alto del cielo, le pregunta si ya está feliz la tortuga. Ésta, asustada por la altura, le pide al águila que la vuelva a bajar a la tierra. Entonces, la deja caer y se quiebra por completo. El maestro de Chériton hace una advertencia a todas las personas que solo desean aspirar a más y más: obtener más riquezas, puestos importantes, lujos; en definitiva, posicionarse en un lugar que no les corresponde. El diablo aprovecha la situación y concede estos deseos, pero a través del camino del pecado y de la perdición. Cuando la persona se percata de dónde ha llegado y se asusta, pues se da cuenta de que está en un estado que no es el suyo, intenta volver a la situación natural. Si no se arrepiente de sus pecados y pide perdón a Dios, el diablo le precipita al infierno, al igual que hace el águila a la tortuga galápago cuando la deja caer.
Enxiemplo del lobo con la cigüeña: Un lobo se le atraganta con un hueso. Entonces, los hombres llaman a un médico; pero debaten sobre quién puede meterse en la boca del lobo y sacarle el hueso. Deciden que la mejor médica es la cigüeña, que tiene un cuello alargado y puede sacar el hueso con el pico. A su vez, los hombres le prometen a ella que van a hacerle mucho bien. La cigüeña lo hace, pero no recibe nada a cambio. Se queja y el lobo le responde que no se le iba a dar nada, que agradezca que no se la comiera cuando tenía toda la cabeza y el cuello metidos en la boca del lobo. Este ejemplo se refiere a los amos (lobos) y a los siervos (cigüeñas), aludiendo que lo señores hacen bastante con dar comida y dejar vivir a sus siervos; en vez de explotarlos más de lo que debiesen o matarlos directamente, ya que los esclavos eran propiedad de los señores feudales. Odo de Chériton propone que los siervos aguanten con paciencia a los amos y no les pidan, pues los señores pueden enfadarse y quitarles todo. Ya llegará el momento en Dios juzgará a los que actúan mal y recompensará a los que sufren.
Enxiemplo del ave de san Martín: En España hay un ave que se llama “el ave de San Martín”. Es muy esbelta y bella, por lo que tiene un ego bastante alto. Ella piensa sobre sí misma que podría sostener el cielo con sus propias patas. Al momento, se cae una rama del árbol en donde estaba y ella se asusta mucho; comienza a volar y a pedir a San Martín, su santo patrón que por qué no la ha salvado de llevarse aquel susto. La reflexión de este relato hace ver que aquellas personas que confían de una manera enfermiza de sus virtudes físicas pueden llegar a formar un narcisismo, soberbia o egoísmo que se convierte en pecados graves. En estos casos, Dios se manifiesta de alguna forma para amonestar a esa persona y que se dé cuenta de que también tiene defectos y limitaciones (como el miedo desadaptativo, en envejecimiento, la muerte…) y se haga más humilde consigo mismo y con los demás.
Enxiemplo del caçador con las perdices: Un cazador que caza perdices se enferma de los ojos y empezó a llorar. Una perdiz se entristece y se compadece de él. Llama a sus otras compañeras y les dice que qué hombre más santo, pues no caza perdices. Las otras le responden que no, que ese hombre no es santo, pues las caza. El magíster de Chériton propone tener cuidado con aquellos obispos y prelados que, con largas oraciones y lloros pretenden mantener una imagen de santos; pero que, en realidad, no se preocupan más que de sí mismos. Los fieles son dejados de lado, sin preocuparse estos obispos y prelados de la salvación.
Enxiemplo del ave que quebranta huesos: Un ave que se llama el quebrantahuesos, cuando no puede terminar de comerse la carne que hay en los huesos, los sube muy alto y los deja caer con el fin de que se rompan y pueda acceder a dicha carne. El diablo hace lo mismo. Cuando no puede corromper a una persona con pecados, le promete cosas y la lleva a una posición muy alta. De ahí, cuando el alma de aquella persona está débil, le deja caer al abismo del infierno.
Enxiemplo del ereje con la mosca: Un hereje empieza a pregonar en la plaza del pueblo que el Dios verdadero no creó el mundo físico, pues todo está corrupto por naturaleza. Y pone el ejemplo de la mosca, un ser repugnante. Entonces viene una y le pica, causando una enfermedad grave. Este hereje se refiere a la religión cátara, un cisma del catolicismo. Ella plantea que el mundo espiritual fue creado por Dios y el mundo físico por Satanás. La verdadera fe, simbolizada en la mosca (siendo uno de los animales más pequeños) puede destruir todas las creencias equivocadas sobre la religión.
Enxiemplo del bufo con la liebre: El búho presenta a su hijo ante la asamblea de animales. Dice que el infante es el más bello y bueno. Otro animal le pregunta al búho que cómo reconocerían a su hijo. Entonces, este empieza a hablar mal de los demás animales para que reconocieran la perfección del búho hijo. En este relato se reflexiona acerca de los padres con los hijos. Es muy bueno que estos los quieran, pero tampoco deben idolatrarlos y perjudicar, con malas palabras, a los demás; pues todos son iguales.
Enxiemplo del mancebo que amaba la vieja: Un mancebo ama mucho a una vieja. Le preguntan cómo era posible que amase a esa señora vieja y fea. Él les responde que le parece la más hermosa de todas. Al igual que con el ejemplo anterior: la persona que amaba a esa señora y despreciaba a todas las demás comete el mismo pecado de idolatría, pues Dios nos ha hecho a todos iguales, con diferentes características; pero no por eso hay que subestimar a los demás. Como San Agustín dijo: “Señor, tú que hiciste todas las cosas; tú eres hermoso, por lo tanto, ¡todas las cosas son buenas!”
Enxiemplo del gato con el mur: Un gato se dedica a matar a todos los ratones del monasterio menos uno que es muy grande. Entonces, el gato piensa en cómo puede engañar al ratón para matarlo. Le dice que se sentara a la mesa con los monjes, ya que le van a ofrecer comida. Así hace el ratón, pero los monjes, al verle, le apalean hasta prácticamente matarlo. El ratón se queja al gato de por qué le había hecho eso. El gato le confiesa que su objetivo era darle muerte. Muchos clérigos solo quieren riquezas. Por eso, intentan por todos los medios perjudicar a los fieles y quedarse con todas sus posesiones. Son muy amigos del diablo, porque hacen ver una cosa (rezos, buenas palabras) y luego desean otra cosa.
Enxiemplo del arana: La araña teje sus telas para que las moscas caigan en ellas. Pero, luego, viene un viento y se lleva tanto a la araña como a la mosca. El maestro Odo comenta que así son muchos clérigos, que sueñan con muchos proyectos (la tela de araña) para conseguir cosas. La muerte viene (el viento) y se lo lleva todo. Por ello, siempre hay que mantenerse humilde y agradecido con las cosas que ya se tienen y no aspirar, excesivamente, a más.
Enxiemplo de la(s) propiedades de las moscas: Hay muchas moscas. Algunas hacen cosas muy malas y otras hacen el bien. Odo de Chériton se fija en las que hacen el mal, ya que son clérigos que se benefician de la iglesia y de los fieles. Toman el dinero y viven de forma lujuriosa.
Enxiemplo de los mures: Esta es la historia de dos ratones: uno que vive en una casa y que come ricamente cuando le place y otro, que vive en el campo y que solo se alimenta de granos secos de trigo conseguido con gran esfuerzo. El primero invita a comer a casa al segundo para mostrarle su buena vida; pero tiene un problema. En la casa, también hay un gato que siempre le está intentando matar. El ratón de campo se da cuenta de la situación y comenta que prefiere buscar comida en el campo y esforzarse que conseguirla de forma fácil; pero que su vida esté siempre en peligro.  Muchas personas que forman parte de la Iglesia son como el ratón casero, que, con poco esfuerzo, pretenden vivir una buena vida. Esos individuos siempre son acechados por el diablo, el gato. En cambio, los verdaderos cristianos son como el ratón campestre, que con sufrimientos y grandes esfuerzos consiguen llegar al Reino de Dios.
Enxiemplo de la bestia altilobi: El ciervo es un animal que siempre se va escondiendo entre los árboles. Y muchas veces, como tiene los cuernos grandes, se enreda entre las ramas. Cuando viene un cazador, lo mata sin remedio, pues este no puede huir de donde está enredado. Los hombres y mujeres que se dedican a hacer cosas malas son como el ciervo, que se esconde entre los árboles. Se quedan “amarrados” por los pecados, viene el diablo y se lleva las almas al infierno.
Enxiemplo del gujano hydrus: Existe un guasano al que le llaman “hydrus”. Se mete por la boca de un cocodrilo y cuando llega al corazón, lo muerde y se lo come, por lo que el cocodrilo termina mueriendo. Así hizo Jesucristo cuando bajó a la Tierra. Cargó con todos nuestros pecados, simbolizados en esos gusanos y terminó acabando con su vida en el sacrificio de la Cruz.
Enxiemplo de lo que acaeció entre la gulpeja e el lobo: Una zorra está metida en una fosa profunda. Viene un lobo y esta le dijo que baje a donde está ella, que hay mucha comida. Desciende y la zorra sale de ella, pero el lobo ya no puede salir de la fosa, pues está atrapado. El diablo tienta con grandes riquezas y bienes para que los seres humanos “bajen” hasta el pecado. Y una vez esto, ya están condenados al infierno.
Enxiemplo del león e el lobo e lla gulpeja: Un león, un lobo y una zorra traen alimentos hasta un sitio determinado. El león viene con una vaca; el lobo, un carnero y la zorra, un ánsar. A continuación, el león ordena que se repartiera todo en partes iguales; pero la zorra no quiere, ya que pretende quedarse con toda la vaca. El león se da cuenta y la castiga.  Dios se da cuenta de la gente que es egoísta y les castiga quitándoles todo para que aprendan la verdadera humildad.
Enxiemplo del mur que comió el queso: Un hombre tiene un queso metido en un arca. Un ratón siempre entra en ella y se come un trozo. El hombre piensa en qué podía hacer para que el ratón no se vuelva a comer el queso. Por lo tanto, el señor mete un gato en el arca y se come al ratón, y al queso. Muchos hombres ponen en las iglesias a capellanes deshonestos que, no solo se quedan con todo, sino que acaban destruyendo a la propia iglesia. El gato es la gente que está influenciada por el diablo y que pretende destruir a la Iglesia de Cristo.
Enxiemplo de los canes e los cuervos: Los perros, cuando ven a un animal muerto, se comen sus carnes. Los cuervos y cornejas están revoloteando por el cielo, esperando a que los perros se vayan, para así comerse lo que ha quedado entre los huesos. Odo se refiere a que estos perros son cardenales y arzobispos que quitan todo a los capellanes y clérigos pobres. Luego vienen otras personas y terminan, al completo, con ellos.
Enxiemplo del mur e la rana con el milano: Un ratón tiene que pasar un río y pide a una rana que le ayude. Ésta le dice que se ate a su pierna, sin saber que el ratón podría morir mientras la rana nadaba. Así son los priorazgos que son dados a algunos clérigos y monjes que no saben nada. Ellos, influenciados por el diablo, pierden todo.
Enxiemplo del lobo con los monjes: Un lobo quiere hacerse monje, pero se rehúsa de aprender las doctrinas, ya que pretende seguir con su antigua vida. Muchas personas quieren mejorar, pero no dejan los vicios ni las malas acciones. Por lo que deben querer cambiar de vida realmente y luchar por ello.
Enxiemplo de las ovejas con el lobo: Unas ovejas se quejan al león de que hay un lobo que roba a compañeras y familiares, y se las come. El león establece un juicio y consulya a los jabalíes; pero estos están de parte del lobo porque ellos también se benefician de las cacerías del lobo. El león, dándose cuenta de esto, lleva a cabo el juicio y castiga tanto al lobo como a los jabalíes. El día del Juicio Final, vendrá Jesucristo y salvará a su pueblo del diablo y de todas aquellas personas que pretenden acabar con todos los hijos y las hijas de Dios.
Enxiemplo del ombre bueno con el lobo: Un hombre bueno quiere ir de romería. Entonces, busca a alguien para que cuidara a sus ovejas. Encuentra a un lobo y este promete que se las va a cuidar; pero, día a día, el lobo se va comiendo a las ovejas. Cuando el hombre regresa solo va a encontrar a tres ovejas. Pregunta al lobo qué ha pasado con el resto. El animal miente, pero el buen hombre se entera de la verdad y castiga al lobo por el mal que le hizo. Jesucristo dio su “rebaño” a los obispos, pero muchos de ellos tratan mal a las personas, perdiéndose así, las ovejas. Dios volverá un día y pedirá cuenta de lo que hace cada uno.
Enxiemplo de lla gulpeja con el gallo: Existen personas que se ponen a servir a los señores de forma deshonesta, aunque les confunden con apariencias engañosas. Algunos de estos, por muy sirvientes que sean, tienen en sus corazones deseos de acabar con la vida de los señores a los que sirven. El maestro de Chériton se refiere a esta gente como zorras y gallos, pues aparentan una cosa y luego son otra.
Enxiemplo de lo que acaeció a llos ombres con llos asnos: Unos hombres tienen unos asnos a los que hacen trabajar mucho durante todo el día. De repente, estos hombres ven a unos leones y huyen de ellos con gran miedo. Los asnos se dan cuenta y, como no quieren trabajar, se visten con pieles de leones. Vuelven los hombres y al ver que los asnos estaban disfrazados de leones, vuelven a huir con gran terror. Entonces, los asnos empiezan a rebuznar contentos. Sus dueños los escuchan y se dan cuenta del engaño. Retornan a los asnos y les castigan por la malicia acometida. Muchas personas pretenden engañar con excusas o apariencias para no hacer el trabajo que les corresponde; pero Dios se da cuenta y castiga el pecado. Se entiende el rebuzno de los asnos como la lujuria y los vicios de los hombres que, aunque aparentan y engañan, el corazón siempre muestra lo que tiene.
Enxiemplo de lo que acaeció a Galter con una mujer: Galter es un muchacho que sólo desea dos cosas en la vida: encontrar un lugar donde siempre goce y que su corazón nunca esté triste. Empieza el camino y, en un momento dado, se encuentra con una mujer muy hermosa. Esta le pregunta lo que buscaba y le muestra todos los pecados que habían cometido ella y su esposo fallecido. Entonces, Galter, se va de ahí, pues sabe que no va a alcanzar sus deseos. Tiempo después se topa con dos palacios, sucesivamente. Los reyes de ambos habían muerto, por lo que ofrecen a Galter ser el rey. El chico, al ver que en ambos reinos se habían cometido muchos pecados, rehúsa ser coronado y sigue su camino. Por último, Galter se encuentra con un anciano. Este le pregunta por lo que buscaba y le responde con un consejo sabio: que suba tres peldaños de madera. Este ejemplo indica el deseo de todos los seres humanos de conseguir bienes y placeres temporales para “ser feliz”. En realidad, todo esto solo hace perder el tiempo y no valorar realmente lo que hace feliz: lo que hay en el corazón; lo insignificante para el mundo, pero a lo que más le importa a Dios.
Enxiemplo de un grand señor: Un gran señor se encuentra con unos monjes que llevan el cadáver de un usurero. El gran hombre, al ver aquella escena, pregunta qué pasa. Al recibir la respuesta, ordena que los monjes no lleven el cuerpo del pecador, ya que ese es trabajo del diablo. El usurero, para ser recibido en los brazos de Dios, debería haber subido por la escalera de tres peldaños de Jacob. En este relato se aprecia una continuidad al ejemplo de Galter. La escalera de tres peldaños que subió el joven es la de Jacob. El primer peldaño es la contrición de los pecados (el arrepentimiento). El segundo escalón es la confesión. El tercer peldaño es la penitencia, la obediencia a Dios.
Enxiemplo de los dos companeros: Dos compañeros pasean por un bosque mientras debaten sobre la verdad y la mentira. Ven a unos monos y hacen una apuesta: ver cómo reaccionan los monos ante la verdad y ante la mentira. El joven mentiroso lisonjea a los simios y recibe muchos bienes. El joven que decía la verdad expresa lo que piensa de aquellos monos y estos le sacan los ojos y le maltratan. Así son muchas personas que prefieren que les mientan diciendo cosas bonitas, pero no son capaces de aceptar la verdad. Eso mismo le pasó a Jesucristo, que vino a la tierra para hablar de la verdad y condenar el pecado; pero las personas no aceptaron la verdad y lo crucificaron.
Enxiemplo de Buena Verdad e Mala Verdad: La buena verdad es aquella que está dispuesta a mostrar la realidad y el amor que Dios nos muestra, así como el amor que debe profesarse entre las personas. La mala verdad se encarga de tergiversar esto y mostrar la imagen de un Dios vengativo y castigador que no muestra amor por los seres humanos. Asimismo, la mala verdad propicia la ejecución de todo pecado, pues intenta aparentar que lo malo sea bueno.
Enxiemplo del abispa con la (a) rana: La avispa y la araña tienen un conflicto acerca de la verdad. Entonces, la araña invita a la avispa a conversar en su alfombra blanca (la tela de araña). La avispa queda atrapada y muere por culpa de la araña. La araña se entiende por el diablo que invita a conversar a los seres humanos acerca de “su verdad”, que son los pecados y vicios. Una vez que atrapa a los hombres ya no pueden salir de sus garras, si están debilitados por el pecado, y van al infierno.
Enxiemplo de la mariposa: La mariposa va de flor en flor, pero siempre retorna a su casa. Así son los clérigos y monjes que se jactan con contemplar las vidas de los santos (flores) pero siempre vuelven a cometer pecados (su casa).
Enxiemplo del águilla con el cuervo: Un águila tiene problemas de vista y pide al cuervo que le cure. Este le da un ungüento y le deja ciega del todo. Entonces, el cuervo aprovecha y se come a los hijos del águila. El águila son los buenos sacerdotes que, si cometen un error, ahí está el cuervo (el diablo) esperando para hacerlos caer y atacar a los hijos e hijas de Dios.
Enxiemplo del cavallero con el ombre bueno: Un caballo le pregunta a un hombre de letras qué tiene Dios preparado para lo que los aman. El hombre le contesta que el paraíso, un lugar que está lleno de felicidad y que no puede ser pensado por el ser humano. Entonces, el caballo le dice que en ese lugar también tendrían que entrar perros y aves. El hombre sabio, indignado le responde con el relato siguiente:
Enxiemplo del león: Un león convidó a todos los animales. Después de la comida, todos regresaron a su lugar; pero otros tantos se quedaron para usurpar los bienes del león. Esto explica que no todo el mundo entrará en el reino de Dios, aun habiendo personas que piensen que van a ir al Cielo haciendo cosas malas.
Enxiemplo del ombre que arava con los escaravatos: Una persona pone dos escarabajos en su arado en vez de bueyes. Una vez que se va, los escarabajos empiezan a desobedecer a su señor y no cumplen con el trabajo que tienen que hacer en la tierra. Dios da la misma oportunidad de salvación a todas las personas, pero hay algunas que insisten en persistir en sus pecados y no hacer caso. Estas serán castigadas.
Enxiemplo de las abejas con los escaravatos: Las abejas invitan a comer a los escarabajos. Les ofrecen miel y muchas flores. Estos comen un poco de miel. Los escarabajos, a su vez, invitan a las abejas a comer, pero ellos les dan estiércol. Entonces, no comen nada y se van. Se entiende a las abejas como a los hombres santos que invitan a los pecadores a comer miel, que es la palabra de Dios. En cambio, los escarabajos, que son los pecadores, invitan a las abejas a comer estiércol, que es el pecado. Las personas santas y buenas se van sin comer lo que se les ha ofrecido.
Enxiemplo del asno con el ombre bueno: Un asno observa cómo su buen amo ofrece alimentos a un cerdo para engordarlo. El asno se queja de que a él no le ofrecen una buena alimentación a pesar de que está trabajando de sol a sol. El señor, al ver que el asno se queja, también le da alimento. El buen hombre mata al cerdo para comérselo él y su familia. Entonces, el asno se da cuenta de que engordaba al cerdo para llevarlo a la muerte. El animal dejó de quejarse y de pedir comida, y volvió a trabajar como antes, pues no quería morir de la misma forma que el cerdo. Los cerdos son ricos y usureros que no quieren trabajar ni servir a Dios. En cambio, los asnos son la gente honrada que, aunque a veces sientan flaquezas espirituales, siempre se tornarán al servicio de Dios.
Enxiemplo del león con el gato: El león invita al gato, que es un buen amigo suyo, y a los demás animales a comer. Al gato le ofrece la comida que le gusta, no así con los otros animales. Algunas personas son así, invitan a mucha gente, pero sienten preferencia por sus amigos, en vez de tratar a todos por igual.
Enxiemplo del ánsar con el cuervo: Un ánsar le pidió a un cuervo que le ayudase a volar más alto, que quería ver la tierra desde mucha altura. El cuervo, de buen grado quería ayudarla; pero cuanto más alto subía, más pesada se volvía el ánsar. Por lo tanto, no pudo cargar más con ella y la dejó en la tierra. Cuando la carga se vuelve extremadamente pesada puede que no sea lo adecuado, pues Dios siempre desea que las personas se esfuercen conforme a sus habilidades y limitaciones.
Enxiemplo del pescador: Un pescador va a confesar a un sacerdote sus pecados, ya que no quiere llevar una vida así. Después de esto, le pide al padre que interceda ante Jesucristo para que no vuelva a pecar. Al año siguiente vuelve el pescador al sacerdote y le dice que se siente igual de pecador, que las oraciones que hizo el cura no le sirvieron. El sacerdote perdona los pecados en el nombre de Dios, pero si no se tiene un verdadero arrepentimiento, el pecador no puede dejar esa vida de maldad, pues el acto de arrepentimiento está arraigado al de la voluntad para no volver a pecar más.
Enxiemplo de llos juegos del axedrez: El mundo es un juego de ajedrez. Hay un rey, una reina, alfiles, peones, torres y caballos, pero una vez jugados con ellos, todos vuelven a su bolsa. Esto significa que todos venimos de Dios a través de nuestros primeros padres, Adán y Eva. Jugamos nuestro papel en el mundo y nos vamos a la bolsa (la muerte).
Enxiemplo del millano con llas perdices: Un milano se empieza a comparar con el halcón y el águila, por lo que quiere comer lo que ellos comen: perdices. Cuando va a cazarlas, estas le hacen daño y acaban con él. Odo de Chériton explica en este ejemplo que cada uno tiene que ocuparse de lo suyo y no pretender más. Quien mucho abarca lo termina perdiendo todo.
Enxiemplo de la gulpeja con el gato: Una zorra le pregunta a un gato qué conocimientos tiene. Él le dice que solo uno: subir a un árbol cuando los perros le perseguían. La zorra le dice que tiene muchos conocimientos y que le va a enseñar más cosas. El gato accede y, cuando ve a los perros, sube al árbol. La zorra no puede escapar y es matada por los perros. Quien sabe solo hacer la voluntad de Dios, dice Odo de Chériton, se salva. Quien pretende saber muchos caminos que intuye que llevan a la salvación y prescinde de Dios, se condena.
Enxiemplo del cuervo con la paloma: Un cuervo le roba a una paloma su hijo. Esta va al nido del cuervo y le ruega que se la devuelva. El cuervo dice que le devolverá a su hijo si canta, pero la paloma no lo hace bien, por lo que el cuervo malo se lo come. Muchos hombres poderosos abusan de los pobres y pretenden, aparte de quitarles lo que tienen, reírse de ellos; pero el Señor Jesucristo les juzgará a su debido tiempo.
Enxiemplo de la abobilla con el ruiseñor: Una abubilla le dice a un ruiseñor que deje de estar saltando por los árboles y cantando, y que se vaya a su nido. El ruiseñor baja, pero nota un olor a estiércol muy grande. Entonces, este prefiere volver a su lugar inicial en donde puede saltar y cantar por los árboles. Muchas personas intentarán seducir a los hombres y mujeres de Dios a cometer pecados, pues el diablo las utiliza como instrumentos. En cambio, las personas santas siempre encontrarán un camino para seguir a Dios.
Enxiemplo del fraire: Hay un fraile que es tentado de muchas formas por el demonio. Toma la resolución de dejar la orden monástica en la que se encuentra. De repente, pasa por una iglesia y escucha a un crucifijo cantar. El hombre, apenado por haber dejado sus hábitos de monje, le incrimina a Jesucristo el porqué de haber permitido que se fuera del monasterio por causa de todas sus tentaciones. Dicho esto, el antiguo monje da un abrazo al crucifijo para despedirse y, al momento, se le van todas las tentaciones, por lo que se transforma en un hombre santo. Las personas sienten que Dios les ha abandonado cuando observan que siguen en la misma vida pecaminosa o de tentaciones. A pesar de eso, Dios está ahí, esperando a que se le dé un abrazo para cargar con todos los pecados y liberar de las ataduras del demonio.
Enxiemplo de los aldeanos: Unos aldeanos tienen que pagar a su señor prontamente. No tienen el dinero, por lo que se preguntan qué pueden hacer. Uno de ellos comenta que hay que coger a una liebre y ponerle un saco en el pescuezo, y que se vaya a la corte. Con ello, los hombres pretenden engañar a su señor y ofrecerle una liebre, en vez del dinero que deben. Las personas que actúan así serán castigadas, tarde o temprano. Pues todo engaño acaba al descubierto.
Enxiemplo de lo que acaeció a lla formiga con los puercos: Las hormigas se pasan muchos meses recogiendo trigo para vivir en el invierno. Los cerdos, que no hacen nada, ven a las hormigas y les quitan todo lo que recogen. Este ejemplo ilustra claramente lo que hacen los ricos y poderosos, que, aun no haciendo nada, se aprovechan del esfuerzo y trabajo de los pobres.
Enxiemplo de la muerte del lobo: El lobo muere y todos los animales le ofrecen una Misa digna. Una vez enterrado, se llevan todas las riquezas que había dejado el lobo y ruegan a Dios que otro animal como el lobo muriese, para así quedarse con más bienes. Las personas que son como estos animales actúan de la manera en la que actuaban los fariseos. Realizan ritos solemnes para el alma del muerto, pero se quedan con todo lo que poseía. Y, además, desean codiciar aún más de lo que consiguieron.
Enxiemplo del perro con el junco: Un perro se acerca a un junco para orinar. Este le muerde y el perro huye lejos mientras le ladra. El junco dice que prefiere que ladre a lo lejos que no esté a su lado ensuciándose. Las personas de Dios tienen que alejarse de aquellos que son hijos del diablo y que solo pretenden ensuciarlos y corromperlos.
Enxiemplo de a gulpeja con el marinero: Una zorra le pide a un barquero que le pase con su barco al otro lado del río. Le promete que le pagará bien. El barquero lo hace y, cuando va a salir la zorra del barco, le da con su cola húmeda en la cara. Si una persona sirve a una mala persona, no espere que este le pague su servicio o le haga algún bien.
Enxiemplo del ximio: El mono siempre quiere comer lo que es agradable, no los frutos amargos. Estos, los desprecia continuamente. Al final, pasa hambre por haber comido lo bueno y poco, en vez de haber comido lo amargo y mucho. La gente muchas veces se va a lo fácil y bueno, en vez de abrazar lo duro pero lo que realmente da una buena recompensa. Dios siempre ayuda a sobrellevar los malos momentos a aquellos que deciden esforzarse en la vida.
Enxiemplo del caracol: El caracol es un animal que siempre va por los lugares lentamente porque lleva siempre su casa encima de él. Así son las personas ricas que son soberbios y van por la vida mostrando sus bienes y logros a los demás. Estos llegarán tarde al reino de los Cielos, es decir, si no se arrepienten, no se les dejará entrar por la tardanza.
Enxiemplo de la araña con la mosca: Cuando una mosca cae en la tela de la araña, esta se apresura y va a matarla. En cambio, cuando cae una avispa, la araña huye atemorizada. Los obispos que son como la araña, van corriendo a quitarle todo a los pobres (las moscas), pero cuando ven a los ricos, pretenden ganar favores de estos y actuar con prudencia ante ellos (las avispas).
Enxiemplo de la gulpeja: La zorra, cuando tiene hambre se hace la muerta y saca la lengua de la boca. Viene un cuervo, intenta comerse su lengua, pero la zorra se alza y acaba comiéndose al cuervo. El diablo se hace el muerto para que las personas se acerquen a él. Una vez que están cerca, caen en sus garras.
Enxiemplo de la ratonera: Otros hombres ponen el queso cerca de la ratonera para capturar al ratón. Así también hace el diablo. Propone una tentación disfrazada de bondad y las personas que la aceptan, caen en el pecado.
Enxiemplo de la gulpeja con las galinas: La zorra, que tiene mucho frío, pide a las gallinas que le dejen entrar en el gallinero. Estas les dicen que no, que ella es una enemiga. La zorra, desesperada, les promete que no les hará nada. Las gallinas se apiadan de ella y la cobijan. La zorra descansa y luego, se olvida de la promesa y mata a todas las gallinas. Hay hombres pobres que no tienen donde reposar la cabeza. Piden a alguna persona de bien que les acoja y, cuando ya están descansados, se aprovechan de la bondad del que les ha acogido.
Enxiemplo de lo que acaeció a la gulpeja con las ovejas: La zorra quiere comerse a las ovejas, pero estas no salen del redil a no ser que fuera con su perro guardián. Entonces, la zorra se pone piel de oveja y, así, puede entrar en el recinto, terminando por comerse a todas las ovejas. Las personas que aparentan ser buenas personas, pero en realidad no lo son, son zorras que se ponen la piel de cordero.
Enxiemplo del conde con llos mercaderes: Un conde muy famoso siempre está quitando los bienes a todas las personas que pasan por el camino. Llega un momento que las personas huyen o luchan con él. Entonces, el conde y los suyos se visten con hábitos de monjes. En esto, pasan unos mercaderes que, al ver los “monjes”, pasan tranquilamente. El conde y su gente aprovechan la ocasión para quitarle todo a los mercaderes.  Al igual que en el ejemplo anterior, aquellos que son malos pueden aparentar que son buenos para robar todo lo que tiene la gente honrada. Serán castigados por Dios.
Enxiemplo de una oveja blanca (e otra negra) e de un asno e un cabrón: Una oveja blanca, otra negra, un asno y un cabrón discuten acerca de quién es más santo. Cada uno expone una serie de argumentos para avalar su posición, pero todos cometen el mismo pecado de orgullo y soberbia. Así hacen las personas que aparentan ser santas y lo ejemplifican con palabras solamente. No se dan cuenta de que caen en el orgullo y en la soberbia ya que, aquellas personas que realmente son santas, no lo van proclamando por todos lados, más bien lo muestran a través de las obras.
Enxiemplo del galápago con el bufo: Van pasando unas tortugas galápagos y hacen daño a un búho. Este, después de que le agredan, pide a Dios que le ayude y no permita que las tortugas le hagan más daño. Se refiere a aquellas personas que hacen daño por el simple hecho de hacerlo. Las perjudicadas claman a la justicia de Dios.
Enxiemplo de los mures con el gato: Los ratones crean un consejo para ver qué pueden hacer con el gato, ya que siempre les pilla de improvisto y los mata. A uno de ellos se le ocurre colocar una esquila en el cuello del gato para que siempre puedan verlo, pero nadie quiere hacerlo, ya que sería un gran riesgo. Las personas siempre proponen cosas para solucionar problemas, pero no quieren esforzarse para solucionar nada en la realidad.
Enxiemplo del mur que cayó en la cuba: Un ratón cae en una cuba de vino y le ruega al gato que le salve. Este le hace prometer al ratón que siempre saldrá del agujero cuando se lo pida. En una ocasión, el gato le pide al ratón salir de su agujero, pero este no lo hace. Aquellas personas que están al borde de la muerte prometen muchas cosas, pero cuando ya están salvas, se olvidan de las promesas.
Enxiemplo de la pulga: Un abad caza a una pulga que siempre está en su cuello. Quiere acabar con ella, pero la pulga le pide que la ponga en su mano para confesar sus pecados. Una vez está en la palma, da un salto y se va. Esto pasa con muchas personas que son salvadas de la muerte, pero que luego no agradecen nada y se olvidan del peligro en el que se encontraban.
Enxiemplo del ombre que se le quemó la casa: A un hombre se le está quemando la casa con todo el trigo. Le pide a Dios que apague el fuego y promete darles todo el trigo a los pobres. Dios le escucha y accede a su petición de apagar el fuego, pero el hombre no cumple la promesa que le hizo a Dios. Muchos hombres se ven en aprietos y piden a Dios que les ayuden. Les hace muchas promesas, pero, al final, una vez que aquellas personas están a salvo, se olvidan de la deuda que tenían con Dios.
Enxiemplo del lobo con lla liebre: Un lobo se encuentra con una liebre en un camino. Deciden apostar dinero para ver quién de ellos gana en una pelea. Cuando están en el lugar del combate, la liebre empieza a huir del lobo hasta que este se cansa y cae al suelo. La liebre, que es astuta, le pide la recompensa al lobo, pues ha ganado al no caer al suelo. Hay personas que pretenden entablar un combate y apuestan dinero. Se dedican a ver las flaquezas de su contrincante y, como son astutas, ganan injustamente y se llevan el dinero de una manera deshonrosa.